# José María Córdova Aliaga
José María Córdova Aliaga (Perú, 2 de julio de 1986) es un futbolista peruano. Juega de delantero y su equipo actual es Deportivo Palpa que participa en la Copa Perú. Tiene 39 años. 

## Trayectoria
Debutó en Primera División el miércoles 7 de mayo de 2008 en Arequipa, marcando un gol en el empate 1-1 entre Melgar y Atlético Minero, por el marco del Torneo Apertura. Tres días después, volvió a tener minutos en el empate 0-0 frente a la Universidad César Vallejo en Huancayo. Esos fueron los dos únicos partidos que jugó en la temporada, donde su equipo terminaría descendiendo.
Tras una buena campaña en la Segunda División 2009, fichó por Alianza Atlético de Sullana para la temporada 2010.

## Clubes
| Club                 | País | Año       |
| -------------------- | ---- | --------- |
| Academia Daniel Ruiz | Perú | 2006      |
| Jesús del Valle      | Perú | 2006      |
| Atlético Minero      | Perú | 2007-2009 |
| Alianza Atlético     | Perú | 2010-2011 |
| Deportivo Coopsol    | Perú | 2011      |
| Atlético Minero      | Perú | 2012-2013 |
| Unión Huaral         | Perú | 2014      |
| Alianza Universidad  | Perú | 2015      |
| Unión Huaral         | Perú | 2017      |
| Deportivo Palpa      | Perú | 2023 -    |